# Brittiska ostindiska kompaniets armé i Indien

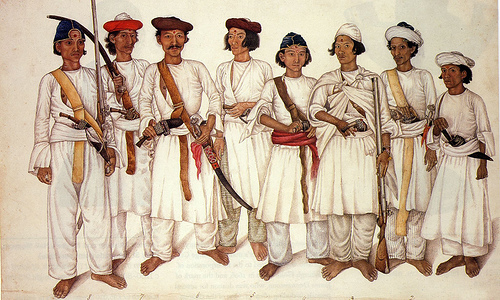
Gurkhasoldater 1815.

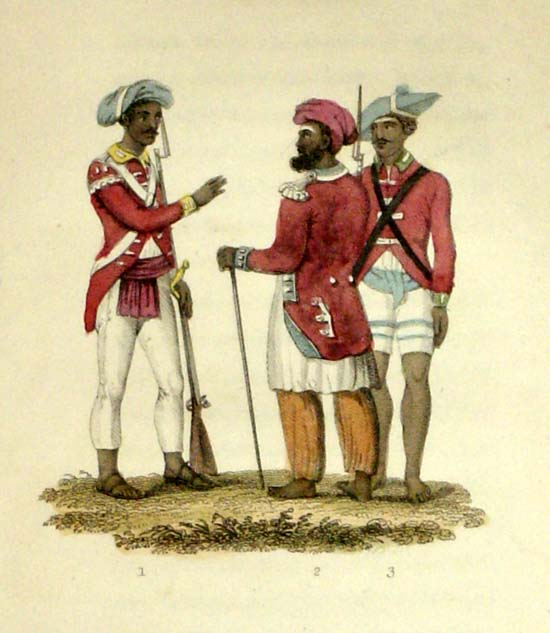
Två indiska officerare (till vänster) och en sepoy 1820.

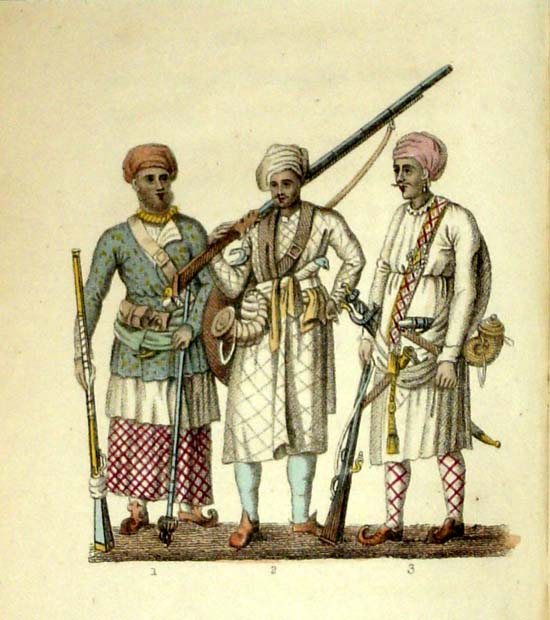
En sepoy (till vänster utan uniform) och inhemska soldater 1820.

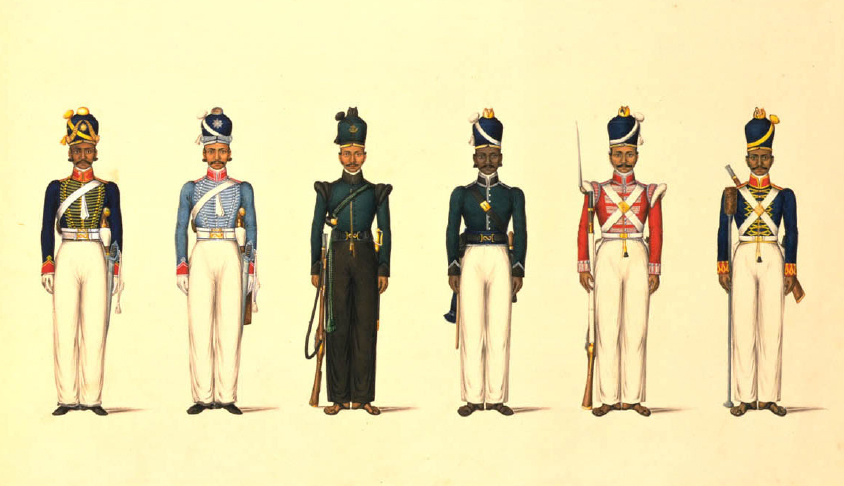
Uniformer från Madrasarmén ca 1830.

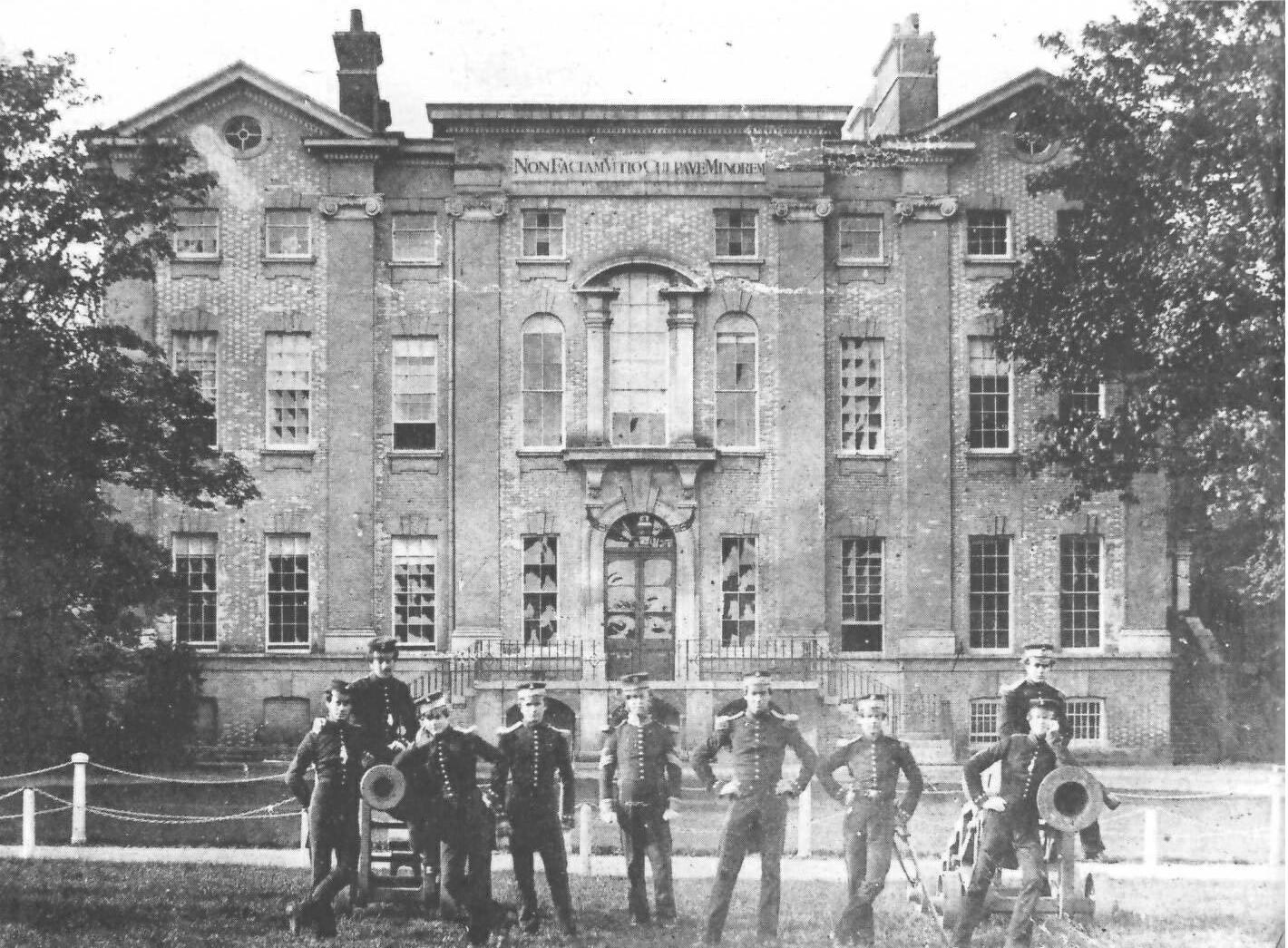
Addiscombe Seminary, Ostindiska kompaniets krigsskola 1859.

Brittiska ostindiska kompaniets armé i Indien (The Army of the Honourable East India Company) var den armé som Brittiska ostindiska kompaniet höll i sina indiska besittningar från 1600-talet till ungefär 1858-1860, efter sepoyupproret.

## Historia
Det Brittiska ostindiska kompaniets armé är det historiska ursprunget till dagens arméer i Indien, Pakistan och Bangladesh. Den byggdes gradvis upp av indiska trupper över flera århundraden. Från en blygsam början på 1600-talet, med några lokalt rekryterade vakter som skulle bevaka kompaniets lagerlokaler i hamnstäderna, växte den med det Ostindiska kompaniets stigande makt till en flera hundra tusen man stark armé. Efter sepoyupproret upplöstes de upproriska regementena och de europeiska regementena införlivades med den brittiska armén. Genom lagen Act for the better government of India, antagen av brittiska parlamentet 2 augusti 1858, ersattes det Ostindiska kompaniets armé av brittisk-indiska armén.

## Organisation
Ostindiska kompaniets armé bestod egentligen av tre arméer, en för var och en av de administrativa huvuddelar (Presidencies) som kompaniet delat Indien i: Bengaliska armén, Bombayarmén och Madrasarmén. Inom Bengaliska armén utgjorde trupperna i Punjab en särskild kår (Punjab Irregular Force) och Madrasarmén hade en särskild kontingent i Hyderabad (Hyderabad Contingent).  Varje armé hade sin egen överbefälhavare, men Bengaliska arméns överbefälhavaren betraktades som överbefälhavare för kompaniets samlade armé och gemensamma reglementen och instruktioner utfärdades av kompaniets ledning i London och Calcutta.
I mitten på 1800-talet bestod armén i Indien av cirka 200 000 man indiska trupper och 38 000 man europeiska och kungliga trupper. Det indiska infanteriet var organiserat i regementen om tio kompanier. Varje kompani bestod nominellt av 100 man och hade två brittiska och två indiska officerare samt tolv indiska underofficerare och underbefäl. Regementsofficerarna var brittiska officerare. Vid regementet fanns dessutom ett antal brittiska underofficerare som instruktörer. Det indiska kavalleriet, artilleriet och sappörerna var organiserade på motsvarande sätt med brittiska och indiska officerare. De europeiska trupperna hade enbart brittiska officerare. 
Det irreguljära kavalleriet utgjorde ett undantag till ovannämnda organisationsmönster. Ett irreguljärt kavalleriregemente hade endast tre brittiska officerare: en chef, en ställföreträdande chef och en adjutant. Det irreguljära kavalleriets vapen och hästar anskaffades genom silladarsystemet, det vill säga varje kavallerist utrustade sig själv med vapen och hästar mot kontant ersättning från Ostindiska kompaniet.

## Personal
Den övervägande delen av arméns trupper var rekryterade i Indien, men kompaniet hade även europeiska trupper i sin tjänst. Dessutom lånade den brittiska kronan ut brittiska trupper, så kallade kungliga trupper, till kompaniet för tjänstgöring i Indien.  Kompaniets indiska trupper hade en brittisk och en indisk officerskader samt indiska underofficerare, underbefäl och soldater. Kompaniets europeiska trupper hade enbart brittiska officerare. De indiska officerarna rekryterades från underofficerarna och vann befordran huvudsakligen på grundval av antalet tjänsteår. Kompaniets brittiska officerare utbildades vid kompaniets egen krigsskola i Addiscombe utanför London, grundad 1809. Mellan kompaniets brittiska officerare och de kungliga truppernas officerare fanns ett stort socialt gap och en ömsesidig misstro. De kungliga officerarna betraktade kompaniets officerare som socialt mindervärdiga, medan kompaniets officerare ansåg de kungliga officerarna vara fältodugliga snobbar. En symbol för motsättningarna var det faktum att överbefälhavaren för Bengaliska armén alltid togs från de kungliga trupperna. 
Arméns löner var för höga för indiska förhållanden vilket betydde att de indiska soldaterna höll en mycket hög standard. De var större och kraftigare än de europeiska soldaterna och rekryterade från högre samhällsklasser än de utsvultna irländare och trasproletärer som vanligen utgjorde rekryteringsgrunden för den brittiska armén. Från 1802 började Ostindiska kompaniet rekrytera efter etniska principer, beroende vilka indiska folkslag man ansåg mer krigiska och disciplinerade än andra. Denna princip slog dock inte helt igenom förrän efter sepoyupproret, där Bengaliska arméns soldater ansågs mest skyldiga till krigshändelserna. Soldaterna i det Ostindiska kompaniets armé såg sig själva som en elit, åtnjöt hög status och rekryterades ofta från jordägarsöner. Särskilt gällde detta Bengaliska armén, som inte rekryterades i Bengalen, utan i norra Indien och framförallt i Oudh. De kom från högre kast, ofta brahminer. Andra grupper hade också börjat rekryteras till Bengaliska armén, framförallt gurkha från Nepal och sikher från Punjab. De bägge andra arméernas soldater kom vanligen från lägre kast.

## Förband
- Bengaliska arméns förband före 1859
- Bombay Army 1859
- Madras Army 1859

## Överbefälhavare
- 1748 Stringer Lawrence
- 1754 John Adlercron
- 1756 Zubdat ul-Mulk, Nasir ud-Daula, Robert Clive, Sabat Jang Bahadur
- 1760 John Caillaud
- 1760 John Carnac
- 1761 Saif ul-Mulk, Intizam ud-Daula, sir Eyre Coote, Nusrat Jang Bahadur
- 1763 Thomas Adams (tillförordnad)
- 1764 John Carnac
- 1764 sir Hector Munro of Novar
- 1765 John Carnac
- 1765 Zubdat ul-Mulk, Nasir ud-Daula, Robert Clive, Sabat Jang Bahadur
- 1767 Richard Smith
- 1770 sir Robert Barker
- 1773 Charles Chapman
- 1774 Alexander Champion
- 1774 sir John Clavering
- 1777 Giles Stibbert (tillförordnad)
- 1779 Saif ul-Mulk, Intizam ud-Daula, sir Eyre Coote, Nusrat Jang Bahadur
- 1783 Giles Stibbert (tillförordnad)
- 1785 sir Robert Sloper
- 1786 Charles Cornwallis
- 1793 sir Robert Abercromby of Aithrey
- 1797 Charles Morgan
- 1798 sir Alured Clarke
- 1801 sir James Henry Craig
- 1801 Ali Jah, Rafi Jaygah, Samsam ud-Daula, Ashraf ul-Mulk, Khan-i-Dauran, Gerard Lake, 1st Viscount Lake, Fath Jang Bahadur
- 1805 Charles Cornwallis
- 1805 Ali Jah, Rafi Jaygah, Samsam ud-Daula, Ashraf ul-Mulk, Khan-i-Dauran, Gerard Lake, 1st Viscount Lake, Fath Jang Bahadur
- 1807 sir George Hewett
- 1807 Forbes Champagné (tillförordnad)
- 1811 sir George Nugent
- 1813 Francis Rawdon-Hastings, 1:e markis av Hastings
- 1823 sir Edward Paget
- 1825 Stapleton Cotton, 1:e viscount Combermere
- 1830 George Ramsay, 9:e earl av Dalhousie
- 1832 sir Edward Barnes
- 1833 Ashraf ul-Umara, William Henry Cavendish Bentinck
- 1834 Ashraf ul-Umara,William Henry Cavendish Bentinck
- 1835 sir James Watson, (tillförordnad)
- 1835 sir Henry Fane
- 1839 sir Jasper Nicolls
- 1843 Hugh Gough, 1:e viscount Gough av Goojerat
- 1849 sir Charles James Napier
- 1851 sir William Maynard Gomm
- 1856 George Anson
- 1856 sir Patrick Grant (tillförordnad)
- 1857 Colin Campbell, 1:e baron Clyde

## Indiska tjänstegrader
(Inom parentes motsvarande grad i den brittiska armén)
Infanteriet
- Sepoy (Private)
- Lance Naick (Lance Corporal)
- Naick (Corporal)
- Havildar (Sergeant)
- Jemadar (Lieutenant)
- Subadar (Captain)

Kavalleriet
- Sowar (Trooper)
- Lance Duffadar (Corporal)
- Duffadar (Sergeant)
- Kote Duffadar (Troop Sergeant-Major)
- Jemadar (Lieutenant)
- Ressaidar (Captain-Lieutenant)
- Ressaldar (Captain)

Anmärkning
En Rissaldar förde befälet över skvadronens högra tropp, en Ressaidar över dess vänstra. Skvadronschefen var en brittisk officer. Även den yngste brittiske officer hade högre rang än de indiska officerarna. En nybakad Second Lieutenant direkt från Addiscombe förde alltså befäl över en Subadar med 30 års tjänst. Både brittiska officerare och indiska soldater tilltalade de indiska officerarna med ordet Sahib (herre), en jemadar tilltalades sålunda ”Jemadar Sahib ”.

## Kuriosa
Öknamnet på den Bengaliska armén, dess officerare och manskap var Qui-Hyes. Benämningen kommer enligt Philip Mason (1974) från utropet Koi-hai? vilket användes för att ropa på tjänare.
Motsvarande namn på Bombayarmén var Ducks från bombayanka, en sorts torkad fisk som ibland ströddes på maträtter.
Madrasarmén kallades Mulls, antingen efter mullmull (en sorts tyg) eller efter mulligatawnysoppa.